# Fanny Montechiaro
Fanny Montechiaro (Italia; 1890 - Ibídem; ?) fue una actriz de teatro de nacionalidad italiana con carrera en Argentina.

## Carrera
Destacada actriz de teatro de comienzos del siglo XX, actuó en el rol de damita joven para varias compañías teatrales del género italiano del momento como fueron las de Mosea-Casalis y la del popular cómico milanés Cayetano Cavalli, donde compartió escenario con ilustres actores como Guillermo Battaglia. Luego integró la Compañía italiana de dramas y comedias Piacentini-Franza. 
En 1933 representó la comedia musical Beatrice en el Teatro Politeama con la Gran Compañía Lírica del maestro Cav. Arturo de Angelis. 
Formó  parte de la sección  filodramática italiana, "Los Inmortales", dirigida por Carlos Barone,  junto con Isabel de Bariani, Josefína Dealessi, José Casuscelli, Ángel Galli, Miguel Mileo, Humberto Nidolán, Luciana Ferrari, Laurita Galli, Josefína Ferrari y Miguel Ciaburri, entre otros.
Perteneció a la camada de actrices extranjeras con actuaciones en Argentina como fueron María Raspini, Vittorina Benvenutti, Virginia Geri, Clementina Bedei, Mirella Pardi, entre muchas otras.